# Petralona (jaskinia)

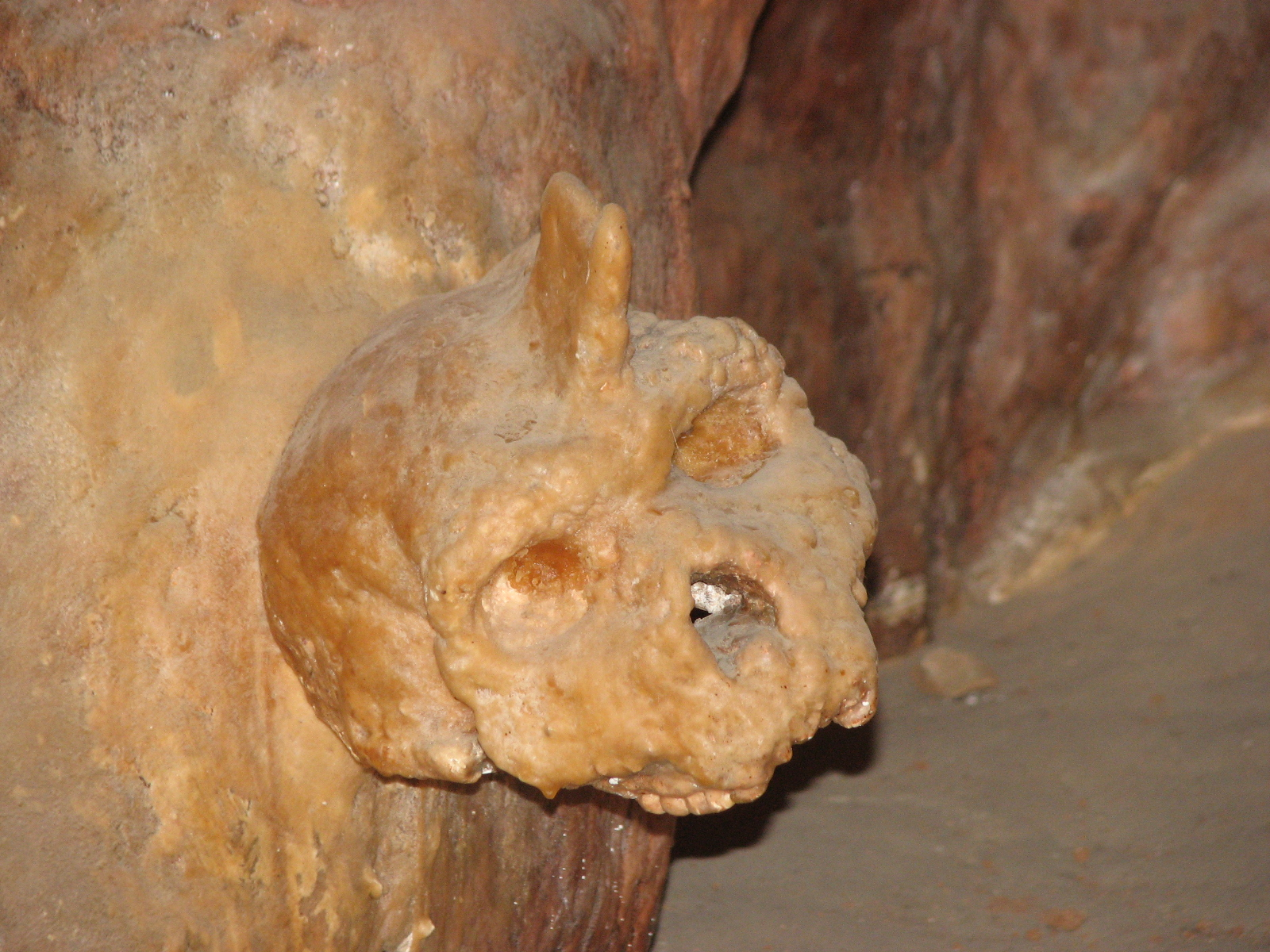
Uwięziona pod naciekiem skalnym czaszka z Petralony

Petralona (gr. Σπήλαιο Πετραλώνων, Spileo Petralonon), także Kokines Petres (gr. Σπήλαιο των κόκκινες πέτρες, Spileo ton kokines petres) – jaskinia położona niedaleko Salonik na Półwyspie Chalcydyckim w Grecji. Stanowisko archeologiczne.
Położona w pochodzącym z okresu jury wapiennym masywie jaskinia została odkryta przypadkowo w 1959 roku przez szukającego źródła wody miejscowego pasterza Filiposa Chadzaridisa. Pierwsze prace wykopaliskowe przeprowadził w 1960 roku Joanis Petrochilos, kontynuował je w latach 1968 i 1974–1975 Aris Pulianos. Bogaty depozyt paleontologiczny odkryty w jaskini zawiera szczątki wielu gatunków kopalnych zwierząt, m.in. lwów jaskiniowych, hien jaskiniowych, niedźwiedzi jaskiniowych, koni, jeleni, nosorożców włochatych, a także ptaków, nietoperzy i gryzoni. W jaskini znajduje się bogata szata naciekowa, kilka korytarzy i krasowo-zawaliskowa komora z wielkimi blokami skalnymi. Jaskinia pozostawała niedostępna od końca plejstocenu, kiedy to w wyniku osunięcia się skał doszło do zawalenia wejścia.
W 1960 roku w jaskini odkryto ludzką czaszkę, uwięzioną pod naciekiem jaskiniowym. Anatomicznie prezentuje ona stadium pośrednie między Homo erectus a neandertalczykiem. Ze względu na uwięzienie pod naciekiem nie da się jednoznacznie określić wieku materiału kostnego. Aris Pulianos pierwotnie datował czaszkę na ok. 700 tys. lat temu. Późniejsze badania przeprowadzone metodą elektronowego rezonansu spinowego oraz metodą uranowo-torową dały wynik ok. 200 tys. lat BP.